# Enoch Sontonga
Enoch Mankayi Sontonga (ur. 1873, zm. 18 kwietnia 1905) – południowoafrykański nauczyciel, twórca pieśni „Nkosi Sikelel’ iAfrika”.
Wywodził się z ludu Xhosa. Urodził się w Uitenhage w Prowincji Przylądkowej Wschodniej. Ukończył Lovedale Institution, następnie pracował w założonej przez metodystów szkole misyjnej nieopodal Johannesburga. W 1897, z myślą o swoich uczniach, napisał pierwszą zwrotkę „Nkosi Sikelel' iAfrika” (później skomponował też do niego muzykę). W 1912 pieśń tę odśpiewano podczas obrad Pierwszego Narodowego Kongresu Tubylców Południowej Afryki. W 1994 została ona hymnem RPA (obok „Die Stem van Suid Afrika”).
Sontonga został pochowany w Johannesburgu.